# 350-ті
Римська імперія об'єднана під правлінням Констанція II.  У Китаї правління династії Цзінь. В Індії починається період імперії Гуптів.  В Японії триває період Ямато. У Персії править династія Сассанідів.
На території лісостепової України Черняхівська культура. У Північному Причорномор'ї готи й сармати. Історики VI століття згадують плем'я антів, що мешкало на території сучасної України приблизно з IV сторіччя.

## Події
- Констанцій II здолав узурпатора Магненція і  більшу частину десятиліття одноосібно правив Римською імперією.
- Відновилися напади алеманів і франків на римські кордони вздовж Рейна.
- Розпочалася нова війна з Персією.
- Продовжувалася церковна криза, пов'язана з аріанством, яке при підтримці імператора Констанція II почало брати гору.
- 352 — кінець понтифікату Папи Юлія I;
- 352 — початок понтифікату Папи Ліберія;